# 100 mètres nage libre masculin aux Jeux olympiques de 1912
Navigation
Londres 1908 Anvers 1920
L'épreuve de 100 m nage libre hommes des Jeux olympiques de 1912 a eu lieu du 6 juillet 1912 au 10 juillet 1912 dans un bassin long de 100 mètres construit dans la baie de Djurgårdsbrunnsviken à Stockholm.
Le tenant du titre Charles Daniels et jusqu'au début de 1912, détenteur du record du monde a mis un terme à sa carrière et ne participe pas aux Jeux. Le favori est alors l'Allemand Kurt Bretting, nouveau recordman du monde. Cependant, les performances de l'Américain Duke Kahanamoku sont mal connues : Hawaïen, il est loin des bassins continentaux.
Onze séries étaient prévues pour 62 nageurs, mais avec 28 forfaits, il faut les réorganiser en seulement huit, juste avant le départ, pour éviter le fiasco des séries à un ou deux nageurs comme aux Jeux olympiques de Londres. Les deux premiers de chaque série sont qualifiés et le meilleur troisième au temps. Cela fait que dans une série très lente, la huitième, le Suédois Erik Bergqvist et le Français Georges Rigal sont qualifiés pour le deuxième tour avec les 20e et 25e des séries quand John Derbyshire avec le 13e temps ne l'est pas. Ils déclarent forfait pour le tour suivant.
Cette réorganisation des séries du premier tour entraîne diverses confusions pour le deuxième tour et les demi-finales qui sont confondus dans l'esprit de certains nageurs. Ainsi, l'Italien Mario Massa ne se présente pas au deuxième tour et est déclaré forfait quand les trois nageurs américains qualifiés à l'issue du deuxième tour (Kenneth Huszagh, Duke Kahanamoku et Perry McGillivray) ne se présentent pas aux demi-finales croyant être déjà qualifiés pour la finale. Les organisateurs décident d'organiser une « troisième » demi-finale pour eux et Mario Massa.
Lors des séries, trois hommes Duke Kahanamoku, Perry McGillivray et Cecil Healy nagent plus vite que le record olympique établi à Londres par Charles Daniels. Kahanamoku bat aussi le record du monde de la distance (en bassin de 100 mètres) en 1 min 2 s 6. Il réédite son exploit lors de la « troisième » demi-finale en 1 min 2 s 4. Il remporte donc le titre olympique, assez facilement, devant l'Australien Cecil Healy qui avait insisté pour que son adversaire ne soit pas déclaré forfait à la suite de la confusion entre deuxième tour et demi-finales. Kenneth Huszagh prend la troisième place du podium devant l'Allemand Kurt Bretting.

## Séries
| Série | Rang  | Pays | Nom                       | Temps        | Qualification                |
| ----- | ----- | ---- | ------------------------- | ------------ | ---------------------------- |
| 5     | 1     |      | Duke Kahanamoku           | 1 min 2 s 6  | Q (et RM et RO)              |
| 4     | 1     |      | Perry McGillivray         | 1 min 4 s 8  | Q (RO pour quelques minutes) |
| 4     | 2     |      | Cecil Healy               | 1 min 5 s 2  | Q                            |
| 5     | 2     |      | William Longworth         | 1 min 5 s 2  | Q                            |
| 6     | 1     |      | Harold Hardwick           | 1 min 5 s 8  | Q                            |
| 3     | 1     |      | Leslie Boardman           | 1 min 6 s    | Q                            |
| 4     | 3     |      | Kenneth Huszagh           | 1 min 6 s 4  | q (meilleur troisième)       |
| 2     | 1     |      | Kurt Bretting             | 1 min 7 s    | Q                            |
| 3     | 2     |      | Nicholas Nerich (en)      | 1 min 7 s 6  | Q                            |
| 1     | 1     |      | László Beleznai           | 1 min 8 s    | Q                            |
| 6     | 2     |      | Max Ritter                | 1 min 8 s 6  | Q                            |
| 1     | 2     |      | Robert Andersson          | 1 min 9 s 2  | Q                            |
| 3     | 3     |      | John Derbyshire           | 1 min 9 s 2  |                              |
| 7     | 1     |      | Walter Ramme              | 1 min 10 s 2 | Q                            |
| 2     | 2     |      | Paul Radmilovic           | 1 min 10 s 4 | Q                            |
| 5     | 3     |      | Harry Hebner              | 1 min 10 s 4 |                              |
| 7     | 2     |      | Harald Julin              | 1 min 11 s 8 | Q                            |
| 7     | 2     |      | Mario Massa               | 1 min 11 s 8 | Q                            |
| 2     | 3     |      | Theo Tartakover           | 1 min 12 s 2 |                              |
| 8     | 1     |      | Erik Bergqvist            | 1 min 13 s 4 | Q                            |
| 2     | 4     |      | Jules Wuyts               | 1 min 13 s 6 |                              |
| 1     | 3     |      | Andréas Asimakópoulos     | 1 min 15 s 4 |                              |
| 6     | 3     |      | Herman Meyboom            | 1 min 15 s 4 |                              |
| 5     | 4     |      | Gérard Meister            | 1 min 16 s 6 |                              |
| 8     | 2     |      | Georges Rigal             | 1 min 17 s 8 | Q                            |
| 7     | 3     |      | John Johnsen (en)         | 1 min 19 s 1 |                              |
| 1     | 4     |      | Herbert von Kuhlberg (en) | non connu    |                              |
| 3     | n. c. |      | Davide Baiardo            | non connu    |                              |
| 3     | n. c. |      | Walther Binner            | non connu    |                              |
| 3     | n. c. |      | Alajos Kenyery            | non connu    |                              |
| 4     | n. c. |      | Erik Andersson            | non connu    |                              |
| 4     | n. c. |      | Georg Kunisch             | non connu    |                              |
| 6     | 4     |      | James Reilly              | non connu    |                              |
| 8     | 3     |      | László Szentgróthy (en)   | non connu    |                              |

Les deux premiers de chaque série et le meilleur troisième sont qualifiés pour le tour suivant.
Initialement, le programme prévoit onze séries éliminatoires le samedi 6 juillet à 19 h mais, en raison du nombre de forfaits, seulement huit se déroulent. Les séries, comme le prévoyait le règlement sont donc réorganisées juste avant le départ. Sont forfaits 28 nageurs : le Sud-Africain George Godfrey ; l'Allemand Otto Kühne ; les Autrichiens Heinrich Brandstetter, Emanuel Prüll, Max Rosenfeld, Otto Scheff et Josef Scheibler ; le Canadien George Hodgson ; les Américains Eben Cross, Richard Frizell, Leo Goodwin, Mike McDermott et Leslie Rich ; les Français Henri Decoin, Henri Dubois, les frères Jacques et Jean Martin, Marcel Pernot et Jean Roldes ;  les Hongrois Béla Las-Torres, József Munk et Jenő Rimanóczy ; les Italiens Virgilio Bellazza, Attilio Bellezza, Aldo Cigheri et Mario Portolongo ; le Russe Aleksey Andreyev ; le Suédois Bengt Wallin.
La première série remaniée est facilement dominée par le Hongrois László Beleznai en 1 min 8 s devant le Suédois Robert Andersson en 1 min 9 s 2. Les deux hommes se qualifient, à la différence du Grec Andréas Asimakópoulos loin derrière en 1 min 15 s 4 et du Russe Herbert von Kuhlberg (en) dont le temps n'a pas été pris puisque seul le meilleur troisième peut être qualifié pour le tour suivant,.
Les quatre nageurs de la deuxième série sont chronométrés. Le recordman du monde allemand Kurt Bretting s'impose sans surprise, mais dans un temps moyen de 1 min 7 s devant le Gallois Paul Radmilovic en 1 min 10 s 4 (plus rapide que son temps aux Jeux de Londres) puis l'Australien (sous les couleurs de l'Australasie) Theo Tartakover en 1 min 12 s 2 et enfin le Belge Jules Wuyts en 1 min 13 s 6,.
La troisième série est une série complète à six nageurs ; mais seuls les temps des trois premiers sont enregistrés. Leslie Boardman, Australien (sous les couleurs de l'Australasie) l'emporte facilement en 1 min 6 s 2 suivi de l'Américain Nicholas Nerich (en) en 1 min 7 s 6 et du Britannique John Derbyshire en 1 min 9 s 2, éliminé dès le stade des séries comme quatre ans plus tôt à Londres, mais avec une progression de trois secondes. Suivent l'Italien Davide Baiardo, l'Allemand Walther Binner et le Hongrois Alajos Kenyery,.

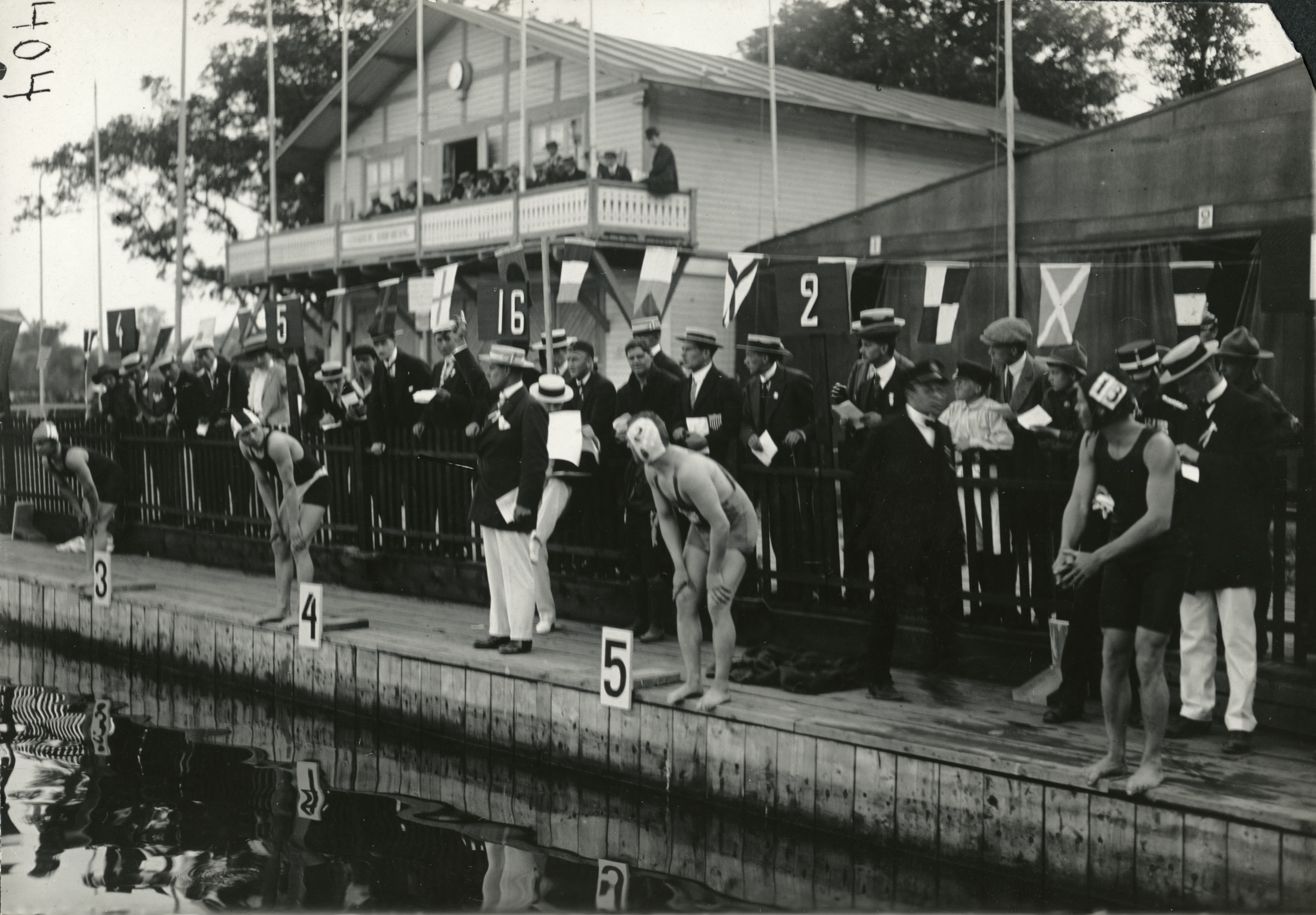
Départ d'une des séries du 100 mètres nage libre masculin.

La quatrième série est la plus disputée. L'Américain Perry McGillivray l'emporte en 1 min 4 s 8, établissant un nouveau record olympique, battu dès la série suivante par Duke Kahanamoku. Cecil Healy, Australien (sous les couleurs de l'Australasie) arrive deuxième en 1 min 5 s 2, ce qui aurait aussi été un record olympique de la distance, s'il n'était arrivé deuxième. La troisième place est prise par l'Américain Kenneth Huszagh qui avec 1 min 6 s 2 réalise le meilleur temps des troisièmes et est qualifié pour le tour suivant, à la différence du Suédois Erik Andersson et de l'Allemand Georg Kunisch,.
Le record olympique établi quelques minutes plus tôt est battu dès la cinquième série au cours de laquelle l'Américain Duke Kahanamoku réalise aussi le record du monde, en bassin de 100 mètres avec 1 min 2 s 6. Son style de nage libre se rapproche de plus en plus du crawl. Une bonne partie de sa propulsion vient du battement de pied, plante du pied vers le haut, qui part de la cheville et non de la hanche ou du genou : ainsi, son battement est efficace à la descente et à la montée. Il devance de près de trois secondes l'Australien (sous les couleurs de l'Australasie) William Longworth qui termine en 1 min 5 s 2 suivi d'un autre Américain Harry Hebner, plutôt spécialiste de dos, en 1 min 10 s 4. Le Français Gérard Meister est relégué à 1 min 16 s 6,.
La sixième série est facilement remportée par l'Australien (sous les couleurs de l'Australasie) Harold Hardwick en 1 min 5 s 8 devant l'Allemand Max Ritter 1 min 8 s 6, le Belge Herman Meyboom 1 min 15 s 4 et l'Américain James Reilly,.
La septième série est marquée par l'ex-aequo de l'Italien Mario Massa et le Suédois Harald Julin qui, touchant simultanément en 1 min 11 s 8, s'adjugent ensemble la deuxième place qualificative derrière l'Allemand Walter Ramme. Le Norvégien John Johnsen (en) termine très loin en 1 min 19 s 2. Le local Julin, pourtant médaille de bronze lors des Jeux précédents sembla en petite forme ce samedi 6 juillet,.
La huitième et dernière série est aussi la plus lente, permettant aux deux premiers arrivés de se qualifier, malgré leur temps, pour le tour suivant. Le Suédois Erik Bergqvist termine premier en 1 min 13 s 4 devant le Français Georges Rigal en 1 min 17 s 8. Les deux hommes déclarent forfait pour le deuxième tour. Le temps du troisième, le Hongrois László Szentgróthy (en) n'est pas enregistré : il ne peut prétendre à être le meilleur troisième,.

## Deuxième tour
| Série | Rang  | Pays | Nom                  | Temps       | Qualification          |
| ----- | ----- | ---- | -------------------- | ----------- | ---------------------- |
| 2     | 1     |      | Duke Kahanamoku      | 1 min 3 s 8 | Q                      |
| 3     | 2     |      | Perry McGillivray    | 1 min 4 s 4 | Q                      |
| 3     | 3     |      | Cecil Healy          | 1 min 4 s 8 | q (meilleur troisième) |
| 1     | 2     |      | William Longworth    | 1 min 5 s 2 | Q                      |
| 1     | 3     |      | Harold Hardwick      | 1 min 6 s 4 |                        |
| 3     | 4     |      | Leslie Boardman      | 1 min 5 s 4 |                        |
| 3     | 1     |      | Kenneth Huszagh      | 1 min 4 s 2 | Q                      |
| 1     | 1     |      | Kurt Bretting        | 1 min 4 s 2 | Q                      |
| 2     | 3     |      | Nicholas Nerich (en) | 1 min 8 s 8 |                        |
| 2     | 3     |      | Max Ritter           | 1 min 8 s 8 |                        |
| 1     | 4     |      | Robert Andersson     | 1 min 9 s 5 |                        |
| 2     | 2     |      | Walter Ramme         | 1 min 7 s 8 | Q                      |
| 3     | 5     |      | Paul Radmilovic      | 1 min 19 s  |                        |
| 3     | n. c. |      | Mario Massa          | DNS         |                        |

Le programme prévoyait quatre séries pour le second tour, il n'y en a que trois d'organisées le dimanche 7 juillet à 13 h 30. Mais cela entraîne ensuite une confusion chez les nageurs. Ainsi, l'Italien Mario Massa ne se présente pas. Finalement, à cause de la confusion lors des demi-finales, il est repêché et est qualifié pour celles-ci,. Font forfait pour le second tour : le Français Georges Rigal, les Suédois Erik Bergqvist et  Harald Julin ainsi que le Hongrois László Beleznai.
Les deux premiers de chaque série et le meilleur troisième sont qualifiés pour le tour suivant.
La première série est longtemps très disputée entre l'Allemand Kurt Bretting et l'Australien William Longworth. Les deux hommes réalisent de meilleurs temps qu'au premier tour. L'Allemand finit par s'imposer d'une seconde en 1 min 4 s 2 pour 1 min 5 s 2 à Longworth. Son compatriote Harold Hardwick qui la compétition en prenant la troisième place devant le Suédois Robert Andersson,.
La deuxième série est facilement remportée par l'Hawaïen Duke Kahanamoku en 1 min 3 s 8, à nouveau le meilleur temps général. Il gère sa course avant de fournir son effort dans les trente derniers mètres. L'Allemand Walter Ramme prend la deuxième place qualificative en 1 min 7 s 8. Ex-aequo en 1 min 8 s 8 pour la troisième place, l'Allemand Max Ritter et l'Américain Nicholas Nerich (en) s'arrêtent là,.
Dans la troisième et dernière série, les trois premiers sont au coude à coude toute la longueur et finissent tous en dessous des 1 min 5 s et donc sont qualifiés pour les demi-finales : les deux Américains Kenneth Huszagh, premier en 1 min 4 s 2 et Perry McGillivray deuxième en 1 min 4 s 4 devant l'Australien Cecil Healy en 1 min 4 s 8. L'autre Australien Leslie Boardman pourtant rapide est relégué en quatrième place malgré son 1 min 5 s 4. Le Britannique Paul Radmilovic se contente de la cinquième place avec un temps très lent de 1 min 19 s,.

## Demi-finales
| Série | Rang  | Pays | Nom               | Temps       | Qualification |
| ----- | ----- | ---- | ----------------- | ----------- | ------------- |
| 3     | 1     |      | Duke Kahanamoku   | 1 min 2 s 4 | Q (RM et RO)  |
| 3     | 3     |      | Perry McGillivray | 1 min 6 s 2 |               |
| 1     | 1     |      | Cecil Healy       | 1 min 5 s 6 | Q             |
| 1     | 3     |      | William Longworth | 1 min 6 s 2 | Q             |
| 3     | 2     |      | Kenneth Huszagh   | 1 min 6 s 2 | Q             |
| 2     | 1     |      | Kurt Bretting     | 1 min 4 s 6 | Q             |
| 1     | 2     |      | Walter Ramme      | 1 min 5 s 8 | Q             |
| 3     | n. c. |      | Mario Massa       | Abandon     |               |

La confusion créée par la diminution du nombre de séries du premier tour se poursuit pour les demi-finales. Comme le nageur italien Mario Massa n'était pas venu au deuxième tour croyant être qualifié pour les demi-finales, les nageurs américains ne se rendent pas aux demi-finales prévues le dimanche 7 juillet à 20 h croyant avoir été qualifiés directement pour la finale dès le deuxième tour. Ils ne se sont donc présentés qu'à l'heure de la finale du lundi 8 juillet à laquelle ils se croyaient qualifiés,.
Aussi, le 7 juillet à 20 h ne se déroulent « que » deux demi-finales tronquées. La première est remportée par l'Australien Cecil Healy en 1 min 5 s 6 devant l'Allemand Walter Ramme en 1 min 5 s 8 puis l'autre Australien William Longworth en 1 min 6 s 2. La lutte est âpre entre les trois hommes pourtant tous déjà qualifiés pour la finale. Dans la « seconde » demi-finale, l'Allemand Kurt Bretting nage seul et est déjà qualifié. Il réalise cependant l'excellent temps de 1 min 4 s 6,.
Les trois nageurs américains (Huszagh, Kahanamoku et McGillivray) auraient dû être disqualifiés. Ils se présentent à l'heure de la finale le lundi 8 juillet à 20 h. Une réclamation est posée et une réunion en urgence du jury international de la natation est convoqué. Le nageur australien Cecil Healy qui aurait pu voir s'ouvrir devant lui un boulevard jusqu'au titre olympique, annonce que si les Américains n'étaient pas autorisés à concourir, il déclarerait lui aussi forfait. Le jury décide alors d'organiser une « troisième » demi-finale avec les trois nageurs américains et le nageur italien Massa. Une condition est posée : ne seraient qualifiés en finale que les nageurs ayant réalisé un meilleur temps que le troisième de la première demi-finale (donc William Longworth en 1 min 6 s 2). Cette course supplémentaire est fixée au mardi 9 juillet.
Duke Kahanamoku s'impose facilement, en 1 min 2 s 4, nouveau record du monde en bassin de 100 mètres, et donc nouveau record olympique. Huszagh et McGillivray nagent tous les deux en 1 min 6 s 2 mais Huszagh devance son compatriote d'une main pour entrer en finale. L'Italien Massa abandonne la course,.

## Finale
| Série | Rang | Pays | Nom             | Temps       |  |
| ----- | ---- | ---- | --------------- | ----------- |  |
| 1     | 1    |      | Duke Kahanamoku | 1 min 3 s 4 |  |
| 1     | 2    |      | Cecil Healy     | 1 min 4 s 6 |  |
| 1     | 3    |      | Kenneth Huszagh | 1 min 5 s 6 |  |
| 1     | 4    |      | Kurt Bretting   | 1 min 5 s 8 |  |
| 1     | 4    |      | Walter Ramme    | 1 min 6 s 4 |  |

La finale qui devait se dérouler le lundi 8 juillet à 20 h est donc repoussée au mercredi 10 juillet. L'Australien William Longworth qui souffrait déjà d'un abcès purulent à l'oreille lors des demi-finales est forfait : il est à l'hôpital,.
L'Allemand Kurt Bretting, nerveux cause un faux-départ. Après un second départ sans encombre, les cinq hommes restent au coude à coude toute la première moitié du bassin. Seulement alors l'Américain Duke Kahanamoku produit son effort et se détache petit à petit. L'Australien Cecil Healy semble alors distancé. Il réalise un sprint final qui lui assure la seconde place. Un dixième de seconde et à peine dix centimètres séparent le troisième, l'américain Huszagh et le quatrième l'allemand Bretting,. L'équipe allemande porte réclamation contre Huszagh qui aurait gêné Bretting, l'empêchant d'accéder au podium. Elle est rejetée par le jury.

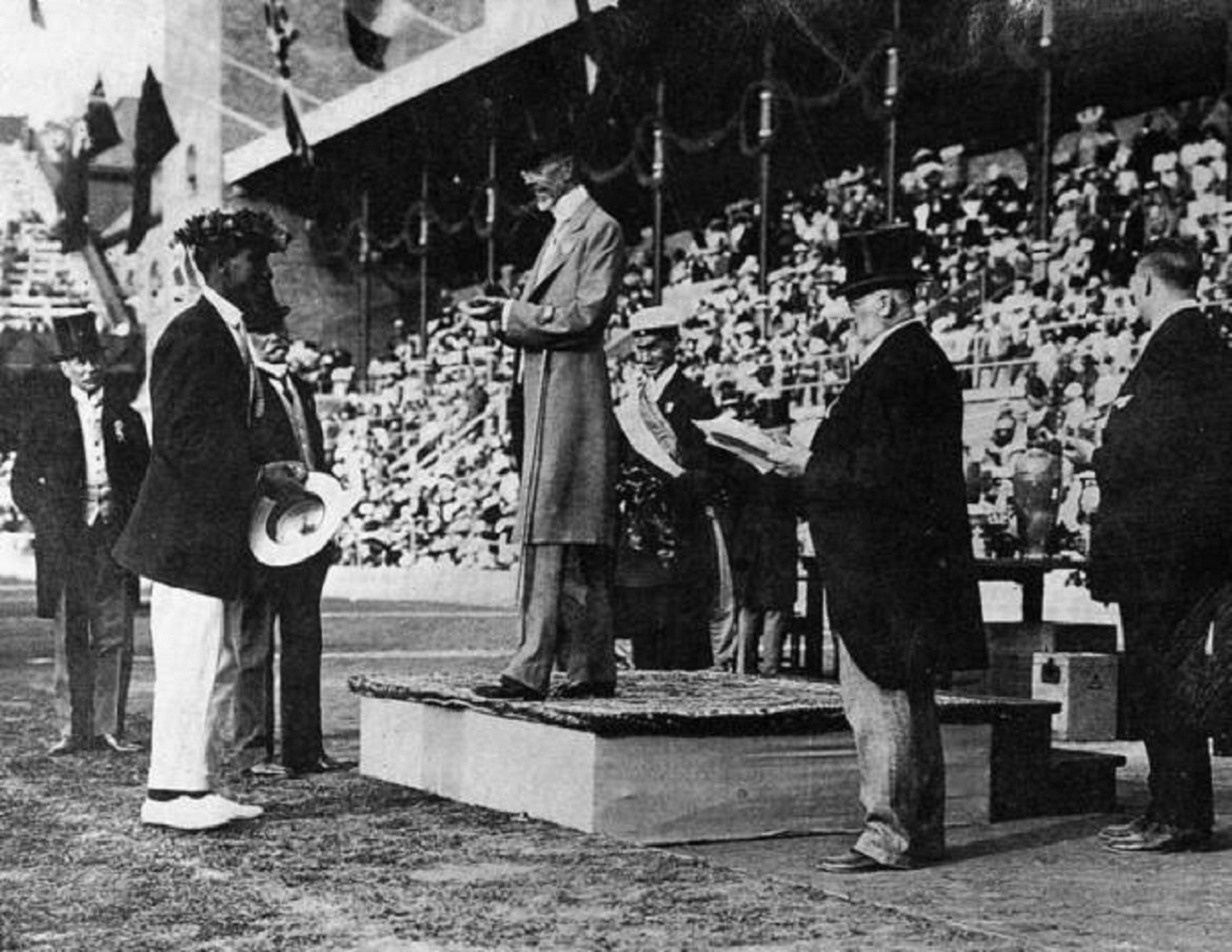
Duke Kahanamoku reçoit sa médaille d'or des mains du roi de Suède Gustave V.